# Skivholme Sogn
Skivholme Sogn er et sogn i Skanderborg Provsti (Århus Stift).
I 1800-tallet var Skovby Sogn anneks til Skivholme Sogn. Begge sogne hørte til Framlev Herred i Aarhus Amt. Skivholme-Skovby sognekommune blev ved kommunalreformen i 1970 indlemmet i Galten Kommune, som ved strukturreformen i 2007 indgik i Skanderborg Kommune.
I Skivholme Sogn ligger Skivholme Kirke.

## Stednavne
I sognet findes følgende autoriserede stednavne:
- Herskind (bebyggelse, ejerlav)
- Herskind Hede (bebyggelse)
- Herskind Mark (bebyggelse)
- Herskind Skov (bebyggelse)
- Lille Herskind (bebyggelse)
- Porshøj (areal)
- Saksen (bebyggelse)
- Skivholme (bebyggelse, ejerlav)
- Skivholme Skov (areal)
- Terp (bebyggelse, ejerlav)

## Voldstedet Troldhøj
Ved det sydvestlige hjørne af Lading Sø ligger et middelalderligt voldsted ved navn Troldhøj, Trolleborg eller Trollerupgård, nævnt i 1300-tallet som Troltorp.[kilde mangler] Der er tale om en rund borgbanke, ca. 11 m i diameter og omkring 3 m høj, med oprindeligt vandfyldte grave omkring. Syd for den er en større flade med grave omkring, hvor der formodentlig har ligget en ladegård.[kilde mangler] Der er også fundet spor af en vandmølle, der har fået vand fra et kunstigt inddæmmet kær.[kilde mangler]

## Terp Mølle
Lå ved Borum Møllebæk, der kommer fra Lading Sø, og løber ned i Lyngbygård Å. Hørte først under Lyngballegård, men kom senere under Frijsenborg. Nævnt første gang 1632.[kilde mangler] Bageri oprettet i 1890'erne, i 1906 var der fiskeudklækningsanstalt. Nedlagt som mølle og bageri i 1923.